# Hotel Brown
El hotel Brown, Brown's Hotel es un hotel en Londres, abierto en 1837 y propiedad de Rocco Forte Hoteles desde el 3 de julio de 2003.

## Historia
Fue fundado en 1837 por James y Sarah Brown.
El historiador John Lothrop se hospedó en él 1874, en tanto que los célebres escritores victorianos Oscar Wilde, Arthur Conan Doyle, Robert Louis Stevenson, James Matthew Barrie y Bram Stoker fueron también huéspedes habituales regulares, así como Alexander Graham Bell, qué realizó en él la primera llamada telefónica en Europa; Theodore Roosevelt; Napoleón III; Eugenia de Montijo; Isabel de Bélgica; Haile Selassie; Jorge II de Grecia ; Cecil Rhodes; Rudyard Kipling; y Agatha Christie, que en él se inspiraba, aunque otras fuentes citan que fue el Hotel Fleming, como el Diccionario Biográfico Nacional Oxford.
El hotel es administrado por Rocco Forte Hoteles desde el 3 de julio de 2003, tras ser operado por Raffles Hoteles Internacionales, fue reformado entre 2004 y 2005, por 24 millones de libras y reabierto en diciembre de 2005.

## Descripción
Destaca para su sofisticación victoriana, con un toque contemporáneo. Las habitaciones, cada una diferente, son estándares, de 30 a 50 metros cuadrados, y las suites, de 60 a 168 metros cuadrados, y fueron diseñadas por Olga Polizzi combinando características modernas con muebles tradicionales. 
El hotel cuenta con varios restaurantes y bares, incluyendo The Restaurant at Brown's, antes El Albemarle y HIX Mayfair, informal de cocina británica de temporada, The Brown's English Tea Room, con servicio de té por la tarde y aperitivos desde mediados del siglo XIX  y The Donovan Bar, por el fotógrafo británico Terence Donovan, que realizó las 50 fotografías en blanco y negro que revisten sus paredes, en una esquinas eróticas, mientras los suelos son de madera, los asientos de cuero negro, mientras su barra sirve sesenta cócteles y treinta vinos y champanes. El hotel cuenta además con seis comedores privados y salas de reuniones, los cuales pueden acomodar hasta 72 invitados para una comida o cena y hasta 120 personas para una recepción.